# プレストレストコンクリート技士
プレストレストコンクリート技士（プレストレストコンクリートぎし）とは、公益社団法人プレストレストコンクリート工学会が実施する認定試験によってプレストレストコンクリートの計画・設計・施工および管理に十分な専門的知識と経験を有することを筆記試験および経歴書で判定され、試験合格者の申請によって登録された者に与えられる称号のことである。
国土交通省により、公共工事に関する調査及び設計等の品質確保に資する技術者資格に登録されている。

## 概要
プレストレストコンクリート技士資格認定試験は、1993年度より実施されており、プレストレストコンクリートの計画・設計・施工・管理に携わる技術者の質の向上を図り、プレストレストコンクリート構造物の品質を確保するとともに社会の進歩発展に寄与する事を目的として始められた。

## 選考基準
プレストレストコンクリートの計画・設計・施工・管理に十分な専門的知識と経験を有することを筆記試験および経歴書で判定され、プレストレス導入に関する現場での施工・管理に関する経験や知識を重視される。

## 職務
プレストレストコンクリート構造物は一般のコンクリート構造物と異なり「プレストレス導入」という特殊な工程が加わるため、設計・施工段階で専門技術を必要とし、設計・施工の如何によってプレストレストコンクリート構造物の強度や耐久性などに決定的影響を与えることとなる。そのため社会基盤の整備拡充の一翼を担うプレストレストコンクリート工事の分野において、技術水準の維持・向上を図ることが求められている。

## 類似資格
- コンクリート診断士（公益社団法人日本コンクリート工学会）
- コンクリート技士・コンクリート主任技士（公益社団法人日本コンクリート工学会）
- コンクリート構造診断士（公益社団法人プレストレストコンクリート工学会）